# Ignace van Regemorter
Pour les articles homonymes, voir Regemorter.
Ignace Joseph Pierre van Regemorter, né à Anvers le 4 décembre 1785 et mort dans la même ville le 16 juin 1873, est un peintre et graveur belge qui s'illustre dans la peinture d'histoire, de paysages et de scènes de genre.

## Biographie
Ignace Van Regemorter, né à Anvers en 1785 est le fils de Constantia Huybrechts et de Petrus van Regemorter, artiste peintre auprès duquel il commence ses études. Il étudie également auprès de Balthasar Ommeganck, spécialiste des représentations animales. Étudiant à l'académie royale des beaux-arts d'Anvers, il se forme ensuite également à Paris (1809), Bruxelles et Gand.
Il expose en 1805 à Anvers, en 1808 et 1810 à Gand et participe avec son père à la restauration des œuvres flamandes restituées par les Français en 1814. Il expose aux salons de Bruxelles de 1811, 1813 et 1815, ainsi qu'aux salons triennaux suivants dans la capitale belge, jusque dans les années 1860. Ignace van Regemorter vend quelques paysages et scènes de genre à Paris à partir de 1814. Il participe également à plusieurs expositions à Amsterdam et à Haarlem dans les années 1820.
Sur le plan privé, Ignace van Regemorter épouse en 1817 Caroline Bosmans (1788-1865), originaire de Malines, avec laquelle il a au moins trois filles, dont Mélanie van Regemorter, née en 1820, laquelle pratique la musique avec aisance.
Nommé membre de l'Institut royal néerlandais en 1829, il est également membre de l'Académie royale des Beaux-Arts d'Amsterdam et fondateur de l'Antwerp Kunstverbond. Il forme plusieurs élèves : Paul Noël, Félix Louis Pluijms, Martin Pouwelsen, Guillaume Pouwelsen, Jan Michiel Ruyten, Gustave Wappers et Abraham van der Wayen Pieterszen,. Il lui arrive de collaborer aux toiles de ses confrères, en peignant les personnages, comme lors du Salon de Bruxelles de 1821, où il réalise les figures de la vue de la citadelle d'Anvers que le peintre Pierre Van der Vin n'a pas eu le temps d'achever avant sa mort.
Collectionneur, il acquiert également des œuvres d'art lors de ventes publiques, et notamment une toile de Jacob van Ruisdael en 1838. Il meurt à Anvers, rue de Mai, no 27, le 16 juin 1873.

## Œuvres

### Sélection d'œuvres
Quelques tableaux , :
- Une belle matinée d'automne, prix de peinture de paysage au salon de Bruxelles de 1811.
- Vue du chantier d'Anvers, salon de Bruxelles de 1815.
- Vue d'après nature prise dans les environs d'Ettelbruck, salon de Bruxelles de 1815.
- Vue prise dans les environs de Dinant, salon de Bruxelles de 1815.
- Le marché de poissons à Anvers (1827).
- Jan Steen et Frans van Mieris (1828)
- Savetier jouant du violon.
- Le ménage de la camériste.
- Visite d'un médecin à un malade.
- Le bénédicité.
- Rembrandt peignant un singe sur un portrait de famille.
- Noces de Jean Steen, salon de Bruxelles de 1836.
- Philippe Wouvermans faisant brûler ses études, salon de Bruxelles de 1848.
- Rixe de villageois, salon de Bruxelles de 1848.
- Vue prise sur le canal de Bruxelles, salon de Bruxelles de 1848.

### Galerie

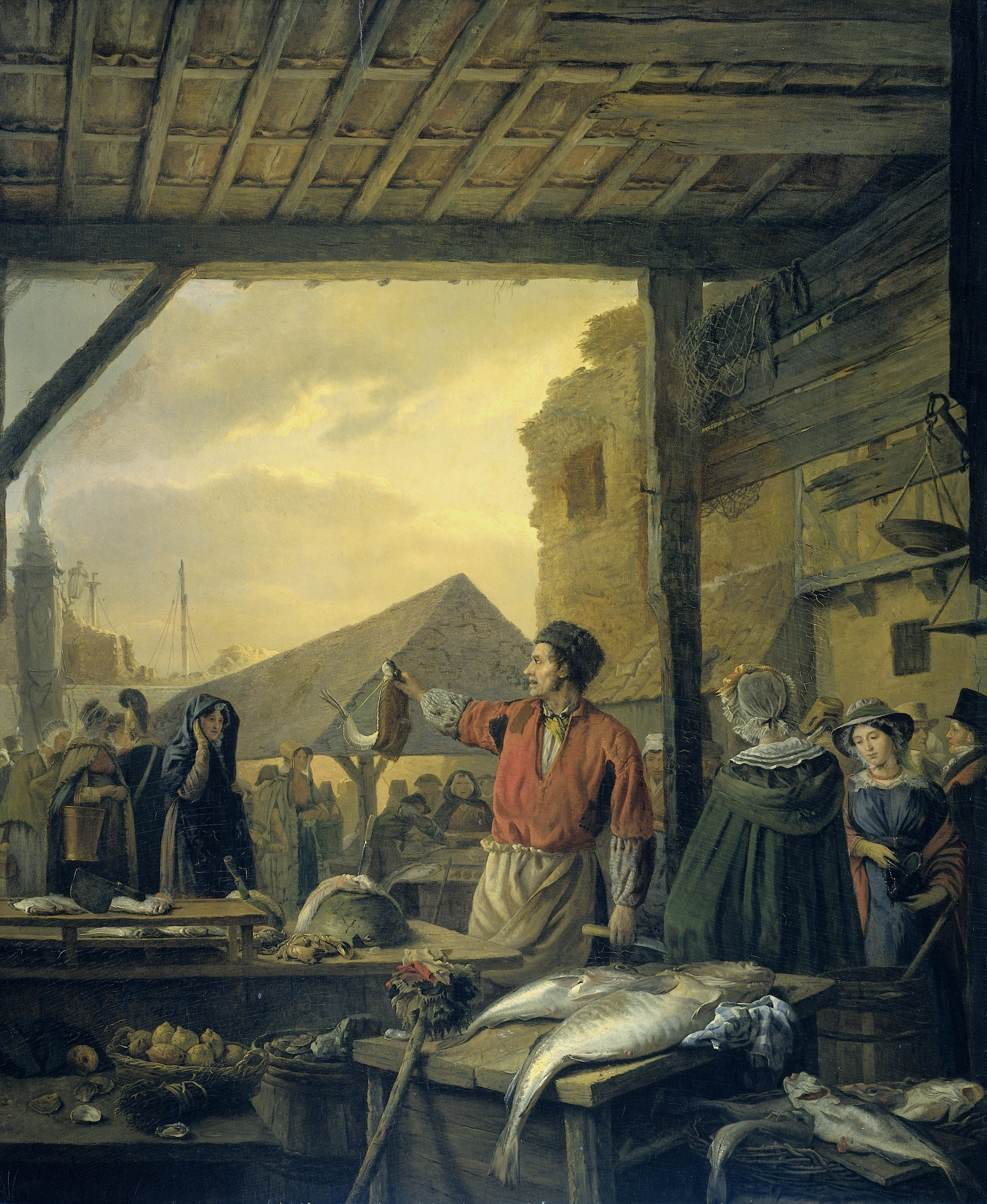
Le marché de poissons à Anvers (1827), Rijksmuseum, Amsterdam.
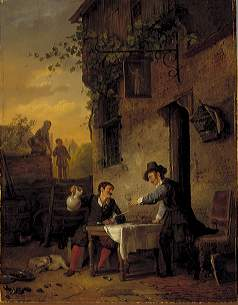
Jan Steen et Frans van Mieris (1828), Musée d'Amsterdam.
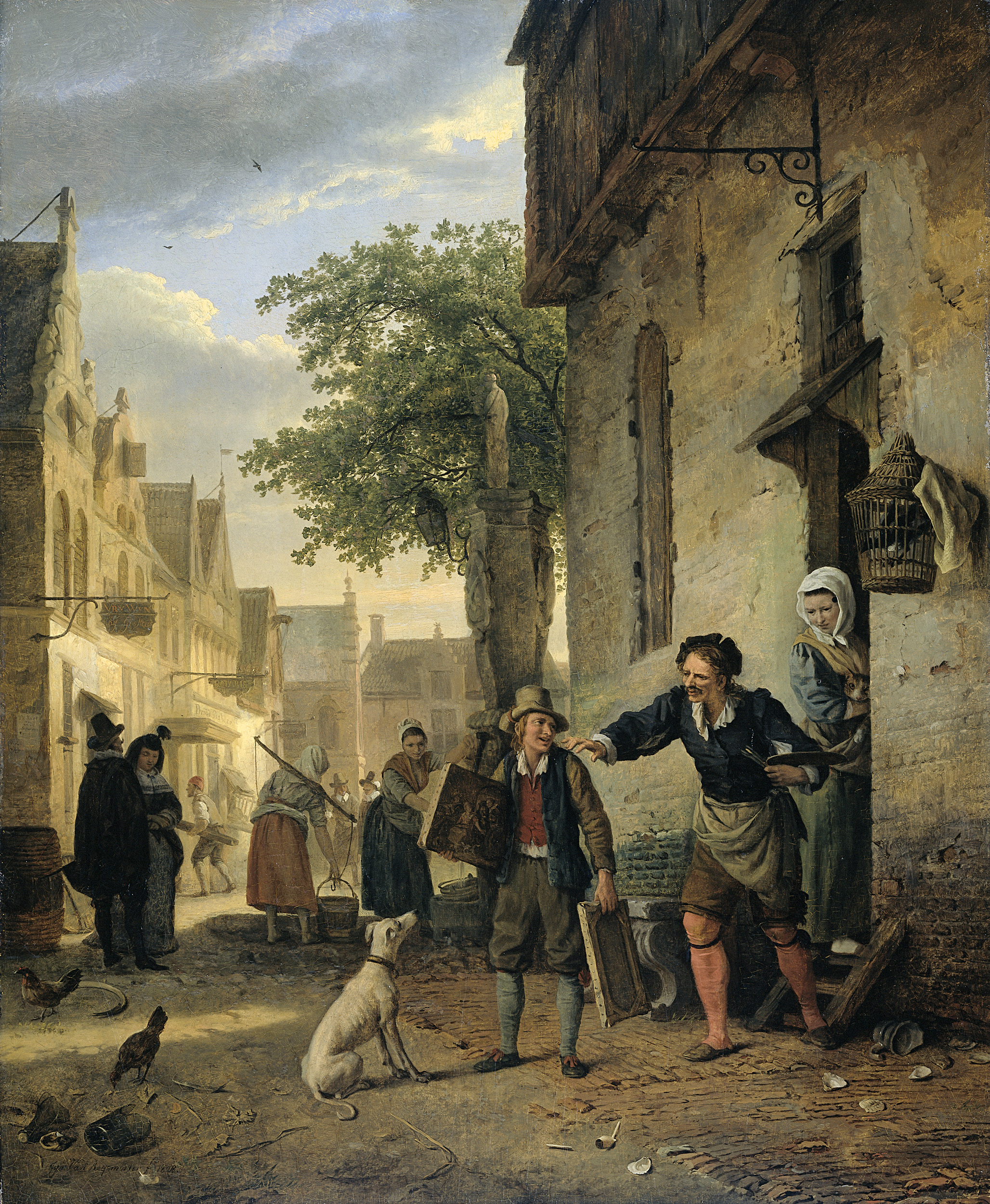
Jan Steen envoie son fils dans la rue pour échanger des tableaux contre de la bière et du vin (1828), Rijksmuseum.
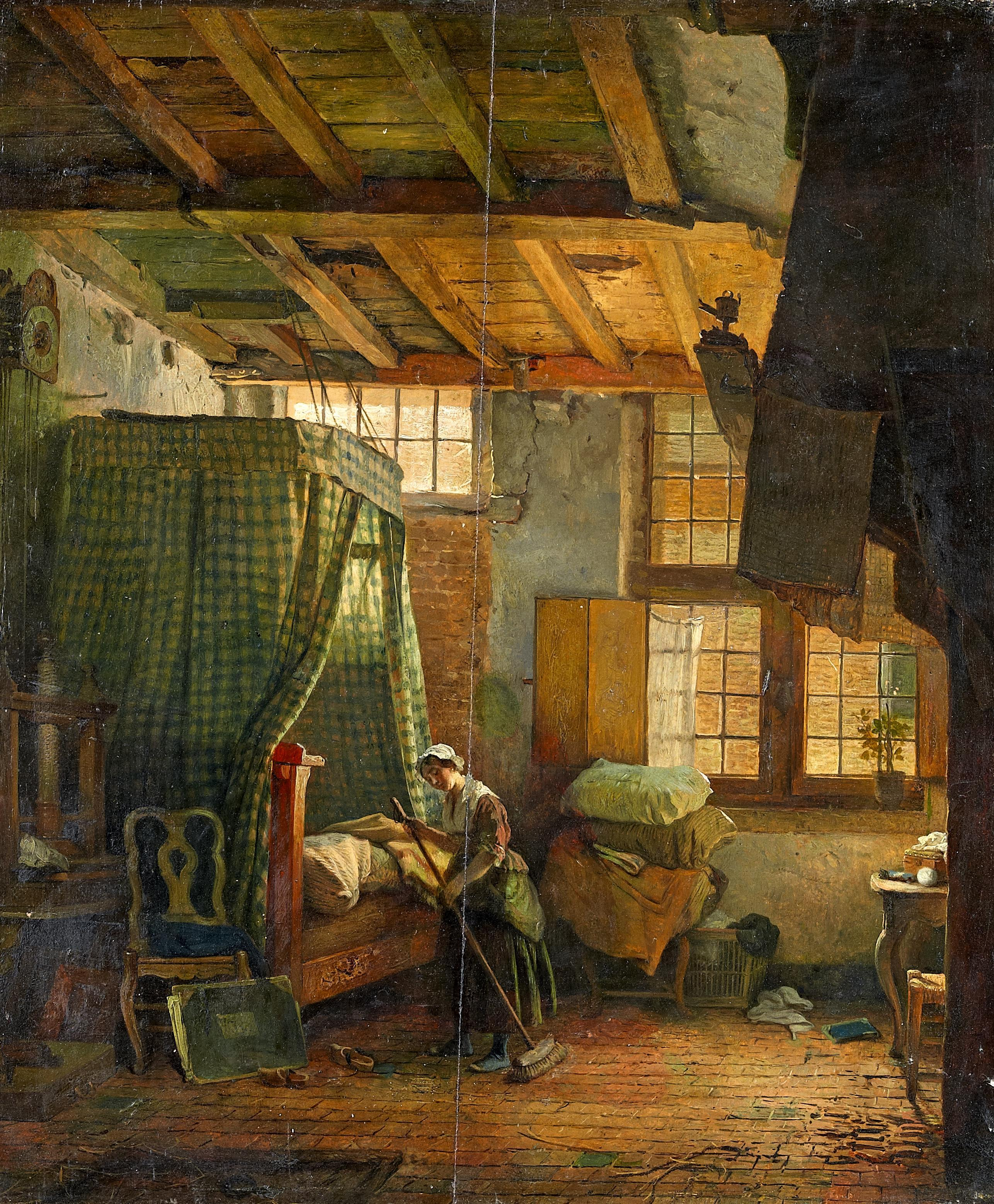
Le ménage de la camériste.

### Réception critique
En 1841, Athanase Raczynski, dans son Histoire de l'art moderne en Allemagne écrit au sujet d'Ignace van Regemorter :

« [Il] est également un excellent peintre de genre. Il a puisé plusieurs de ses sujets dans l'histoire des anciens peintres hollandais. Jean Steen, Rembrandt, Wouvermans, lui ont fourni plus d'un motif traité avec esprit.[...] van Regemorter a de l'esprit et de la naïveté. Il est bon coloriste et excellent dessinateur.. »

## Honneurs
Ignace van Regemorter est :
- Chevalier de l'ordre de Léopold